# Vervolging
Dit artikel gaat over gecoördineerd geweld tegen en onderdrukking van groepen. Dit is te onderscheiden van strafrechtelijke vervolging tot aan veroordeling of vrijspraak.
Vervolging is het systematisch en ingrijpend discriminatoir behandelen van een individu, een groep of een gemeenschap op grond van ras, religie, cultuur, seksuele geaardheid, etniciteit, taal of lidmaatschap van een sociale of politieke groepering, waardoor deze groep zich ernstig beperkt ziet in de bestaansmogelijkheden. Dit kan de ontzegging van de rechten van de mens zijn, geweldpleging of dreigen met geweld. Als mensen hieronder lijden wil dat niet altijd zeggen dat er sprake is van vervolging.
Vervolging bepaalt volgens het Verdrag betreffende de status van vluchtelingen de status van vluchteling, aan wie asiel moet worden verleend door het land waar een asielaanvraag wordt gedaan en welke rechten aan de al dan niet als vluchteling erkende asielzoeker worden toegekend. Het verdrag bepaald dus hoe het asielrecht wordt uitgevoerd.
Vervolging geldt volgens de Neurenbergse principes als een misdaad tegen de menselijkheid, maar een wereldwijd geaccepteerde definitie voor vervolging ontbreekt.

## Vormen
Vormen van vervolging zijn onder meer:
- vervolging op grond van godsdienst
  - christenvervolgingen
  - vervolging van moslims:
    - vervolging van ahmadi-moslims
    - vervolging van Hazara
    - vervolging van Oeigoeren
    - vervolging van Rohingya

  - vervolging van Baháʼí's
  - vervolging van hindoes
  - vervolging van Falun Gong
- homovervolging
- politieke vervolging
- etnische vervolging
  - jodenvervolging
  - Porajmos ("zigeunervervolging"
- vervolging van atheïsten